# Мемориальный кубок

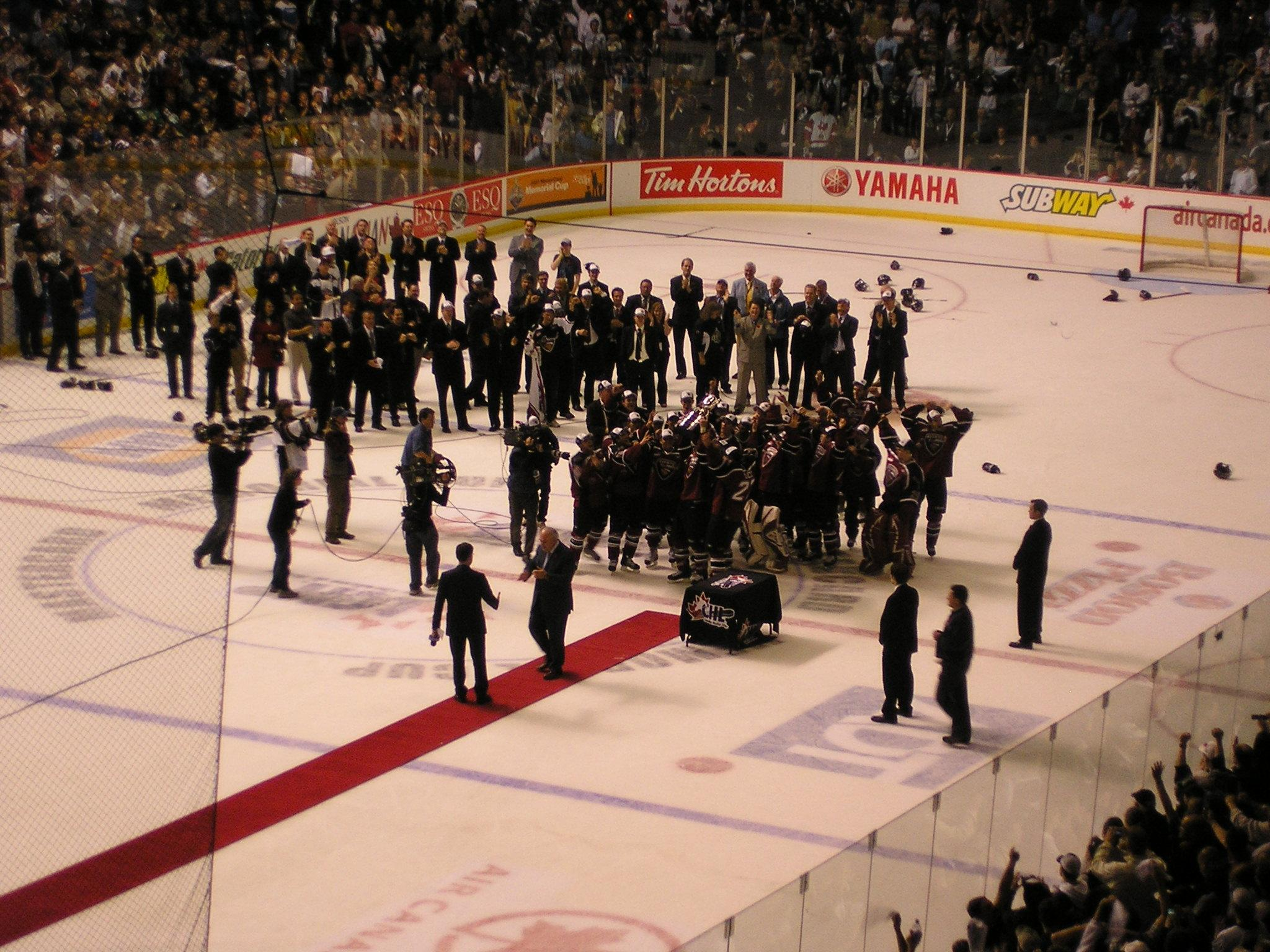
Церемония вручения Мемориального кубка

Мемориальный кубок (англ. Memorial Cup) — трофей клубного юношеского чемпионата по хоккею с шайбой, вручаемый победителю Канадской хоккейной лиги (CHL). Разыгрывается ежегодно между четырьмя командами: командой-хозяином соревнований (каждый год разная) и победителями трёх подлиг — Хоккейной лиги Онтарио (OHL), Главной юниорской хоккейной лиги Квебека (QMJHL) и Западной хоккейной лиги (WHL). В случае, если команда-хозяин одновременно является чемпионом какой-то из трёх подлиг, то четвёртое место участника достанется клубу, уступившему этой команде в финале её подлиги. Действующий обладатель кубка не имеет гарантированного места в розыгрыше следующего года.
Формула соревнований предусматривает сначала групповой турнир в один круг, победитель которого напрямую выходит в финал. За вторую путевку в финал сражаются команды, занявшие второе и третье места в группе. При этом, в случае, если команды, занявшие третье и четвёртое места, одержали равное количество побед, между ними проводится дополнительный матч за право сыграть в полуфинале (tiebreaker game).
Традиционными сроками проведения розыгрыша Мемориального кубка является вторая половина мая.
Каждый год получить награду имеют возможность 59 клубов, которые представляют девять канадских провинций и пять американских штатов. Большое число претендующих команд, а также возрастной лимит (хоккеисты выступают в CHL не более 5 лет) делают Мемориальный кубок одним из сложнейших для завоевания трофеев в профессиональном спорте.
На 28 мая 2019 года обладателями Мемориального кубка становились семь российских игроков: Александр Радулов (2006), Андрей Локтионов (2009), Станислав Галиев (2011), Антон Злобин (2012), Кирилл Кабанов (2012), Михаил Сергачёв (2017) и Герман Рубцов (2018).

## История
Изначально трофей имел название OHA Memorial Cup и с 1919 года вручался Хоккейной ассоциацией Онтарио лучшей юношеской команде Канады. Вплоть до 1971 года соревноваться за Мемориальный кубок имели право все юниорские клубы класса «А» — сначала по регионам собирались лучшие из них, а затем устраивалась серия плей-офф, в которой выявлялся окончательный победитель. Современный вид программа розыгрыша кубка приобрела в 1972 году, после того как Канадская хоккейная ассоциация разделила юниорский класс «А» на две подгруппы и оставила возможность соревноваться за трофей только для старшей из них.
Впервые идею о проведении такого турнира предложил Джеймс Томас Сазерленд, ещё в ходе Первой мировой войны. Он хотел создать трофей, который увековечил бы память о канадских хоккеистах, погибших во время военных действий — отсюда и название «Мемориальный кубок». Начиная с 2010 года кубок посвящён не только хоккеистам IIМВ, но и всем солдатам, погибшим за Канаду во всех вооружённых конфликтах.
С самим кубком за всю его историю произошло лишь одно происшествие. В 2008 году капитан победившей команды «Спокан Чифс» Крис Брутон разломил трофей надвое во время церемонии награждения на льду, передавая его своим партнерам для празднования . Впрочем, сломанной оказалась лишь реплика кубка, ежегодно вручаемая чемпионам. Оригинальный же Мемориальный кубок хранится в Зале хоккейной славы в Торонто.

## Награды кубка
После розыгрыша кубка особо выделившимся спортсменам присуждаются персональные награды:
- Стэффорд Смайт Мемориал Трофи — самому ценному игроку;
- Джордж Парсонс Трофи — за благородство и добропорядочность на льду;
- Хэп Эммс Мемориал Трофи — лучшему вратарю;
- Эд Чиновет Трофи — лучшему бомбардиру.

Кроме того, каждый год составляется символическая сборная кубка.

## Обладатели и участники кубка

### 1919—1971
С 1919 года Кубок проводился в формате Восток против Запада.
С 1925 года Кубок стал проводиться по трехматчевой системе, команда выигравшая два матча становилась обладателем Кубка.
С 1938 года серия увеличилась до пяти матчей и до семи с 1943 года. Однако было два исключения. В 1949 году в серии между «Монреаль Ройялс» и «Брэндон Уит Кингз» из-за того что в седьмом матче была ничья проводилось восемь матчей. В 1971 году серию между «Квебек Рэмпартс» и «Эдмонтон Ойл Кингз» чуть не отменили из-за того что в WHL можно было выступать более возрастным игрокам, в итоге финал проводился по трехматчевой системе, «Квебек» выиграл в двух играх.
Ш — шайбы. До 1925 года победитель выявлялся по лучшей разнице шайб.
| Год  | Победитель                    | Результат | Финалист                     | Место проведения             |
| ---- | ----------------------------- | --------- | ---------------------------- | ---------------------------- |
| 1919 | Юнивёсити оф Торонто Скулз    | 29–8 (Ш)  | Реджайна Пэтрициас           | Торонто                      |
| 1920 | Торонто Каноэ Клаб Пэддлерз   | 15–5 (Ш)  | Селкирк Фишермэн             | Торонто                      |
| 1921 | Виннипег Джуниор Фэлконс      | 11–9 (Ш)  | Стрэтфорд Майджетс           | Торонто                      |
| 1922 | Форт Уильям Грэйт Уор Ветс    | 8–7 (Ш)   | Реджайна Пэтрициас           | Виннипег                     |
| 1923 | Юнивёсити оф Манитоба Байзонз | 14–6 (Ш)  | Китченер Кольтс              | Торонто                      |
| 1924 | Оуэн-Саунд Грэйс              | 7–5 (Ш)   | Калгари Канадиенс            | Виннипег                     |
| 1925 | Реджайна Пэтс                 | 2-0       | Торонто Аура Ли              | Торонто                      |
| 1926 | Калгари Канадиенс             | 2-1       | Куинз Юнивёсити              | Виннипег                     |
| 1927 | Оуэн-Саунд Грэйс              | 2-0       | Порт-Артур Уэст Энд Джуниорс | Торонто                      |
| 1928 | Реджайна Монаркс              | 2-1       | Оттава Ганнерс               | Торонто                      |
| 1929 | Торонто Мальборос             | 2-0       | Элмвуд Миллионэйрс           | Торонто                      |
| 1930 | Реджайна Пэтс                 | 2-0       | Уэст Торонто Нэшионалз       | Виннипег                     |
| 1931 | Элмвуд Миллионэйрс            | 2-1       | Оттава Праймроузез           | Торонто и Оттава             |
| 1932 | Садбери Каб Вулвз             | 2-1       | Виннипег Монаркс             | Виннипег                     |
| 1933 | Ньюмаркет Редмэн              | 2-0       | Реджайна Пэтс                | Торонто                      |
| 1934 | Торонто Сент-Майклз Мэйджорс  | 2-0       | Эдмонтон Атлетикс            | Виннипег                     |
| 1935 | Виннипег Монаркс              | 2-1       | Садбери Каб Вулвз            | Виннипег                     |
| 1936 | Уэст Торонто Нэшионалз        | 2-0       | Саскатун Уэслейс             | Торонто                      |
| 1937 | Виннипег Монаркс              | 2-1       | Купер Клиф Редмэн            | Торонто                      |
| 1938 | Сент-Бонифэйц Силс            | 3-2       | Ошава Дженералз              | Торонто                      |
| 1939 | Ошава Дженералз               | 3-1       | Эдмонтон Атлетик Клаб        | Торонто                      |
| 1940 | Ошава Дженералз               | 3-1       | Кенора Тайстлз               | Виннипег                     |
| 1941 | Виннипег Рейнджерс            | 3-2       | Монреаль Ройялс              | Торонто и Монреаль           |
| 1942 | Портидж-ла-Прери Терьерс      | 3-1       | Ошава Дженералз              | Виннипег                     |
| 1943 | Виннипег Рейнджерс            | 4-2       | Ошава Дженералз              | Торонто                      |
| 1944 | Ошава Дженералз               | 4-0       | Трэйл Смоук Итэрс            | Торонто                      |
| 1945 | Торонто Сент-Майклз Мэйджорс  | 4-1       | Мус-Джо Кэнакс               | Торонто                      |
| 1946 | Виннипег Монаркс              | 4-3       | Торонто Сент-Майклз Мэйджорс | Торонто                      |
| 1947 | Торонто Сент-Майклз Мэйджорс  | 4-0       | Мус-Джо Кэнакс               | Виннипег, Мус-Джо и Реджайна |
| 1948 | Порт-Артур Уэст Энд Брюинз    | 4-0       | Барри Флайерз                | Торонто                      |
| 1949 | Монреаль Ройялс               | 4-3-1     | Брандон Уит Кингз            | Виннипег и Брэндон           |
| 1950 | Монреаль Джуниор Канадиенс    | 4-1       | Реджайна Пэтс                | Монреаль и Торонто           |
| 1951 | Барри Флайерз                 | 4-0       | Виннипег Монаркс             | Виннипег и Брэндон           |
| 1952 | Гелф Билтмур Мэд Хэттерз      | 4-0       | Реджайна Пэтс                | Торонто                      |
| 1953 | Барри Флайерз                 | 4-1       | Сент-Бонифэйц Канадиенс      | Виннипег и Брэндон           |
| 1954 | Сент-Катаринс Типис           | 4-0-1     | Эдмонтон Ойл Кингз           | Торонто                      |
| 1955 | Торонто Мальборос             | 4-1       | Реджайна Пэтс                | Реджайна                     |
| 1956 | Торонто Мальборос             | 4-0-1     | Реджайна Пэтс                | Торонто                      |
| 1957 | Флин-Флон Бомберс             | 4-3       | Оттава Джуниор Канадиенс     | Флин-Флон и Реджайна         |
| 1958 | Оттава-Халл Джуниор Канадиенс | 4-2       | Реджайна Пэтс                | Оттава и Халл                |
| 1959 | Виннипег Брейвз               | 4-1       | Питерборо Ти-Пи-Ти Питс      | Виннипег и Брэндон           |
| 1960 | Сент-Катаринс Типис           | 4-2       | Эдмонтон Ойл Кингз           | Сент-Катаринс и Торонто      |
| 1961 | Торонто Сент-Майклз Мэйджорс  | 4-2       | Эдмонтон Ойл Кингз           | Эдмонтон                     |
| 1962 | Гамильтон Ред Уингз           | 4-1       | Эдмонтон Ойл Кингз           | Гамильтон, Гелф и Китченер   |
| 1963 | Эдмонтон Ойл Кингз            | 4-2       | Ниагара-Фолс Флайерз         | Эдмонтон                     |
| 1964 | Торонто Мальборос             | 4-0       | Эдмонтон Ойл Кингз           | Торонто                      |
| 1965 | Ниагара-Фолс Флайерз          | 4-1       | Эдмонтон Ойл Кингз           | Эдмонтон                     |
| 1966 | Эдмонтон Ойл Кингз            | 4-2       | Ошава Дженералз              | Торонто                      |
| 1967 | Торонто Мальборос             | 4-1       | Порт-Артур Мэррс             | Тандер-Бей                   |
| 1968 | Ниагара-Фолс Флайерз          | 4-1       | Эстеван Брюинз               | Ниагара-Фолс и Монреаль      |
| 1969 | Монреаль Джуниор Канадиенс    | 4-0       | Реджайна Пэтс                | Монреаль и Реджайна          |
| 1970 | Монреаль Джуниор Канадиенс    | 4-0       | Вэйбёрн Ред Уингз            | Монреаль                     |
| 1971 | Квебек Ремпартс               | 2-0       | Эдмонтон Ойл Кингз           | Квебек                       |

### 1972—1982
С 1972 года в Кубке стали выступать три команды, и турнир принял групповой вид в два круга. В финал выходили занявшие первые два места команды.
| Год  | Победитель                    | Результат | Финалист                      | 3-я команда                    | Место проведения              |
| ---- | ----------------------------- | --------- | ----------------------------- | ------------------------------ | ----------------------------- |
| 1972 | Корнуэлл Ройялс (QMJHL)       | 2-1       | Питерборо Питс (OHA)          | Эдмонтон Ойл Кингз (WCHL)      | Оттава                        |
| 1973 | Торонто Мальборос (OHA)       | 9-1       | Квебек Ремпартс (QMJHL)       | Медисин-Хат Тайгерс (WCHL)     | Монреаль                      |
| 1974 | Реджайна Пэтс (WCHL)          | 7-4       | Квебек Ремпартс (QMJHL)       | Сент-Катаринс Блэк Хоукс (OHA) | Калгари                       |
| 1975 | Торонто Мальборос (OHA)       | 7-3       | Нью-Уэстминстер Брюинз (WCHL) | Шербрук Кэсторс (QMJHL)        | Китченер                      |
| 1976 | Гамильтон Финкапс (OHA)       | 5-2       | Нью-Уэстминстер Брюинз (WCHL) | Квебек Ремпартс (QMJHL)        | Монреаль                      |
| 1977 | Нью-Уэстминстер Брюинз (WCHL) | 6-5       | Оттава Сиксти Севенс (OHA)    | Шербрук Кэсторс (QMJHL)        | Ванкувер                      |
| 1978 | Нью-Уэстминстер Брюинз (WCHL) | 7-4       | Питерборо Питс (OHA)          | Труа-Ривьер Дравью (QMJHL)     | Садбери и Су-Сент-Мари        |
| 1979 | Питерборо Питс (OHA)          | 2-1 (OT)  | Брандон Уит Кингз (WHL)       | Труа-Ривьер Дравью (QMJHL)     | Шербрук, Труа-Ривьер и Верден |
| 1980 | Корнуэлл Ройялс (QMJHL)       | 3-2 (OT)  | Питерборо Питс (OHA)          | Реджайна Пэтс (WHL)            | Брэндон и Реджайна            |
| 1981 | Корнуэлл Ройялс (QMJHL)       | 5-2       | Китченер Рейнджерс (OHL)      | Виктория Кугарс (WHL)          | Уинсор                        |
| 1982 | Китченер Рейнджерс (OHL)      | 7-4       | Шербрук Кэсторс (QMJHL)       | Портленд Уинтерхокс (WHL)      | Халл                          |

### С 1983
С 1983 года в Кубке стали выступать четыре команды. Кроме победителей трех лиг добавилась команда-хозяин. Каждый год хозяин меняется по очереди из каждой лиги.
Первым хозяином стал «Портленд Уинтерхокс», созданный в 1976 году, он же стал первым американским обладателем Кубка.
В 1987 году за Кубок боролись три команды. OHL представляла только одна команда — «Ошава Дженералз». Во всех остальных розыгрышах Кубка от лиги, в которой выступала команда-хозяйка, делегировались две команды-финалистки плей-офф.
С тех пор как был принят текущий формат, Мемориальный Кубок чаще всего выигрывали команды WHL:
- WHL — 16 кубков;
- OHL — 12 кубков;
- QMJHL — 11 кубков.

Команда-хозяйка турнира выделена курсивом.
| Год  | Победитель                                                    | Результат                                                     | Финалист                                                      | Остальные команды                                               |
| ---- | ------------------------------------------------------------- | ------------------------------------------------------------- | ------------------------------------------------------------- | --------------------------------------------------------------- |
| 1983 | Портленд Уинтерхокс (WHL)                                     | 8-3                                                           | Ошава Дженералз (OHL)                                         | Летбридж Бронкос (WHL) , Верден Джуниорс (QMJHL)                |
| 1984 | Оттава Сиксти Севенс (OHL)                                    | 7-2                                                           | Китченер Рейнджерс (OHL)                                      | Лаваль Войзинз (QMJHL), Камлупс Джуниор Ойлерз (WHL)            |
| 1985 | Принс-Альберт Рейдерз (WHL)                                   | 6-1                                                           | Шавиниган Катарактс (QMJHL)                                   | Су-Сент-Мари Грейхаундз (OHL), Верден Джуниор Канадиенс (QMJHL) |
| 1986 | Гелф Плэйтерз (OHL)                                           | 6-2                                                           | Халл Олимпикс (QMJHL)                                         | Камлупс Блэйзерс (WHL), Портленд Уинтерхокс (WHL)               |
| 1987 | Медисин-Хат Тайгерс (WHL)                                     | 6-2                                                           | Ошава Дженералз (OHL)                                         | Лонгёй Кевальерз (QMJHL)                                        |
| 1988 | Медисин-Хат Тайгерс (WHL)                                     | 7-6                                                           | Уинсор Спитфайрз (OHL)                                        | Драммондвилл Вольтижерс (QMJHL)[b], Халл Олимпикс (QMJHL)       |
| 1989 | Свифт-Каррент Бронкос (WHL)                                   | 4-3 (OT)                                                      | Саскатун Блейдз (WHL)                                         | Лаваль Титан (QMJHL), Питерборо Питс (OHL)                      |
| 1990 | Ошава Дженералз (OHL)                                         | 4-3 (OT)                                                      | Китченер Рейнджерс (OHL)                                      | Лаваль Титан (QMJHL), Камлупс Блэйзерс (WHL)                    |
| 1991 | Спокан Чифс (WHL)                                             | 5-1                                                           | Драммондвилл Вольтижерс (QMJHL)                               | Шикутими Сагенинс (QMJHL), Су-Сент-Мари Грейхаундз (OHL)        |
| 1992 | Камлупс Блэйзерс (WHL)                                        | 5-4                                                           | Су-Сент-Мари Грейхаундз (OHL)                                 | Сиэтл Тандербёрдз (WHL), Верден Колледж Франсе (QMJHL)          |
| 1993 | Су-Сент-Мари Грейхаундз (OHL)                                 | 4-2                                                           | Питерборо Питс (OHL)                                          | Лаваль Титан (QMJHL), Свифт-Каррент Бронкос (WHL)               |
| 1994 | Камлупс Блэйзерс (WHL)                                        | 5-3                                                           | Лаваль Титан (QMJHL)                                          | Шикутими Сагенинс (QMJHL), Норт-Бей Центенниалз (OHL)           |
| 1995 | Камлупс Блэйзерс (WHL)                                        | 8-2                                                           | Детройт Джуниор Ред Уингз (OHL)                               | Брандон Уит Кингз (WHL), Халл Олимпикс (QMJHL)                  |
| 1996 | Гранби Предаторз (QMJHL)                                      | 4-0                                                           | Питерборо Питс (OHL)                                          | Брандон Уит Кингз (WHL), Гуэлф Шторм (OHL)                      |
| 1997 | Халл Олимпикс (QMJHL)                                         | 5-1                                                           | Летбридж Харрикейнз (WHL)                                     | Шикутими Сагенинс (QMJHL), Ошава Дженералз (OHL)                |
| 1998 | Портленд Уинтерхокс (WHL)                                     | 4-3 (OT)                                                      | Гуэлф Шторм (OHL)                                             | Спокан Чифс (WHL), Валь-д’Ор Фореурс (QMJHL)                    |
| 1999 | Оттава Сиксти Севенс (OHL)                                    | 7-6 (OT)                                                      | Калгари Хитмен (WHL)                                          | Акади-Батерст Титан (QMJHL), Бельвиль Буллз (OHL)               |
| 2000 | Римуски Осеаник (QMJHL)                                       | 6-2                                                           | Барри Кольтс (OHL)                                            | Галифакс Мусхэдз (QMJHL), Кутеней Айс (WHL)                     |
| 2001 | Ред-Дир Ребелз (WHL)                                          | 6-5 (OT)                                                      | Валь-д’Ор Фореурс (QMJHL)                                     | Оттава Сиксти Севенс (OHL), Реджайна Пэтс (WHL)                 |
| 2002 | Кутеней Айс (WHL)                                             | 6-3                                                           | Викториавилл Тайгерз (QMJHL)                                  | Эри Оттерз (OHL), Гуэлф Шторм (OHL)                             |
| 2003 | Китченер Рейнджерс (OHL)                                      | 6-3                                                           | Халл Олимпикс (QMJHL)                                         | Келоуна Рокетс (WHL), Квебек Ремпартс (QMJHL)                   |
| 2004 | Келоуна Рокетс (WHL)                                          | 2-1                                                           | Гатино Олимпикс (QMJHL)                                       | Гуэлф Шторм (OHL), Медисин-Хат Тайгерс (WHL)                    |
| 2005 | Лондон Найтс (OHL)                                            | 4-0                                                           | Римуски Осеаник (QMJHL)                                       | Келоуна Рокетс (WHL), Оттава Сиксти Севенс (OHL)                |
| 2006 | Квебек Ремпартс (QMJHL)                                       | 6-2                                                           | Монктон Уайлдкэтс (QMJHL)                                     | Питерборо Питс (OHL), Ванкувер Джайэнтз (WHL)                   |
| 2007 | Ванкувер Джайэнтз (WHL)                                       | 3-1                                                           | Медисин-Хат Тайгерс (WHL)                                     | Льюистон Мэйниакс (QMJHL), Плимут Уэйлерз (OHL)                 |
| 2008 | Спокан Чифс (WHL)                                             | 4-1                                                           | Китченер Рейнджерс (OHL)                                      | Бельвиль Буллз (OHL), Гатино Олимпикс (QMJHL)                   |
| 2009 | Уинсор Спитфайрз (OHL)                                        | 4-1                                                           | Келоуна Рокетс (WHL)                                          | Драммондвилл Вольтижерс (QMJHL), Римуски Осеаник (QMJHL)        |
| 2010 | Уинсор Спитфайрз (OHL)                                        | 9-1                                                           | Брандон Уит Кингз (WHL)                                       | Монктон Уайлдкэтс (QMJHL), Калгари Хитмен (WHL)                 |
| 2011 | Сент-Джон Си Догз (QMJHL)                                     | 3-1                                                           | Миссиссога Сент-Майклс Мэйджорс (OHL)                         | Оуэн-Саунд Аттак (OHL), Кутеней Айс (WHL)                       |
| 2012 | Шавиниган Катарактс (QMJHL)                                   | 2-1 (ОТ)                                                      | Лондон Найтс (OHL)                                            | Сент-Джон Си Догз (QMJHL), Эдмонтон Ойл Кингз (WHL)             |
| 2013 | Галифакс Мусхэдз (QMJHL)                                      | 6-4                                                           | Портленд Уинтерхокс (WHL)                                     | Лондон Найтс (OHL), Саскатун Блейдз (WHL)                       |
| 2014 | Эдмонтон Ойл Кингз (WHL)                                      | 6-3                                                           | Гуэлф Шторм (OHL)                                             | Валь-д’Ор Фореурс (QMJHL), Лондон Найтс (OHL)                   |
| 2015 | Ошава Дженералз (OHL)                                         | 2-1 OT                                                        | Келоуна Рокетс (WHL)                                          | Квебек Ремпартс (QMJHL), Римуски Осеаник (QMJHL)                |
| 2016 | Лондон Найтс (OHL)                                            | 3-2 OT                                                        | Руэн-Норанда Хаскис (QMJHL)                                   | Ред-Дир Ребелз (WHL), Брандон Уит Кингз (WHL)                   |
| 2017 | Уинсор Спитфайрз (OHL)                                        | 4-3                                                           | Эри Оттерз (OHL)                                              | Сент-Джон Си Догз (QMJHL), Сиэтл Тандербёрдз (WHL)              |
| 2018 | Акади-Батерст Тайтан (QMJHL)                                  | 3-0                                                           | Реджайна Пэтс (WHL)                                           | Гамильтон Булдогс (OHL), Свифт-Каррент Бронкос (WHL)            |
| 2019 | Руэн-Норанда Хаскис (QMJHL)                                   | 4-2                                                           | Галифакс Мусхэдз (QMJHL)                                      | Гуэлф Шторм (OHL), Принс-Альберт Рейдерз (WHL)                  |
| 2020 | Турнир отменён из-за пандемии коронавируса. Кубок не вручался | Турнир отменён из-за пандемии коронавируса. Кубок не вручался | Турнир отменён из-за пандемии коронавируса. Кубок не вручался | Турнир отменён из-за пандемии коронавируса. Кубок не вручался   |
| 2021 | Турнир отменён из-за пандемии коронавируса. Кубок не вручался | Турнир отменён из-за пандемии коронавируса. Кубок не вручался | Турнир отменён из-за пандемии коронавируса. Кубок не вручался | Турнир отменён из-за пандемии коронавируса. Кубок не вручался   |
| 2022 | Сент-Джон Си Догз (QMJHL)                                     | 6-3                                                           | Гамильтон Булдогс (OHL)                                       | Эдмонтон Ойл Кингз (WHL), Шавиниган Катарактс (QMJHL)           |
| 2023 | Квебек Ремпартс (QMJHL)                                       | 5-0                                                           | Сиэтл Тандербёрдз (WHL)                                       | Питерборо Питс (OHL), Камлупс Блэйзерс (WHL)                    |
| 2024 | Сагино Спирит (OHL)                                           | 4-3                                                           | Лондон Найтс (OHL)                                            | Мус-Джо Уорриорз (WHL), Драммондвилл Вольтижерс (QMJHL)         |
| 2025 | Лондон Найтс (OHL)                                            | 4-1                                                           | Медисин-Хат Тайгерс (WHL)                                     | Римуски Осеаник (QMJHL)                                         |

## Количество выигранных кубков
По завершении Мемориального Кубка 2024 года, 60 команд, которые в настоящее время участвуют в CHL, выиграли 47 из 104 ежегодных розыгрышей Кубка, проводящихся с 1919 года. Остальные 57 розыгрышей были выиграны командами, которые больше не существуют или не участвуют в соревнованиях CHL.
| Кол-во кубков | Команда                 | Годы                         | Текущая лига |
| 5             | Ошава Дженералз         | 1939, 1940, 1944, 1990, 2015 | OHL          |
| 4             | Реджайна Пэтс           | 1925, 1928, 1930, 1974       | WHL          |
| 3             | Камлупс Блэйзерс        | 1992, 1994, 1995             | WHL          |
| 3             | Уинсор Спитфайрз        | 2009, 2010, 2017             | OHL          |
| 3             | Квебек Ремпартс         | 1971, 2006, 2023             | QMJHL        |
| 3             | Лондон Найтс            | 2005, 2016, 2025             | OHL          |
| 2             | Китченер Рейнджерс      | 1982, 2003                   | OHL          |
| 2             | Портленд Уинтерхокс^    | 1983, 1998                   | WHL          |
| 2             | Оттава Сиксти Севенс    | 1984, 1999                   | OHL          |
| 2             | Медисин-Хат Тайгерс     | 1987, 1988                   | WHL          |
| 2             | Спокан Чифс             | 1991, 2008                   | WHL          |
| 2             | Сент-Джон Си Догз       | 2011, 2022                   | QMJHL        |
| 1             | Питерборо Питс          | 1979                         | OHL          |
| 1             | Принс-Альберт Рейдерз   | 1985                         | WHL          |
| 1             | Свифт-Каррент Бронкос   | 1989                         | WHL          |
| 1             | Су-Сент-Мари Грейхаундз | 1993                         | OHL          |
| 1             | Гатино Олимпикс         | 1997                         | QMJHL        |
| 1             | Римуски Осеаник         | 2000                         | QMJHL        |
| 1             | Ред-Дир Ребелз          | 2001                         | WHL          |
| 1             | Кутеней Айс             | 2002                         | WHL          |
| 1             | Келоуна Рокетс          | 2004                         | WHL          |
| 1             | Ванкувер Джайэнтз       | 2007                         | WHL          |
| 1             | Шавиниган Катарактс     | 2012                         | QMJHL        |
| 1             | Галифакс Мусхэдз        | 2013                         | QMJHL        |
| 1             | Эдмонтон Ойл Кингз      | 2014                         | WHL          |
| 1             | Акади-Батерст Тайтан    | 2018                         | QMJHL        |
| 1             | Руэн-Норанда Хаскис     | 2019                         | QMJHL        |
| 1             | Сагино Спирит           | 2024                         | OHL          |

^ «Портленд Уинтерхокс» также дважды выигрывали Кубок (1964, 1966) как «Эдмонтон Ойл Кингз», существовавший с 1951 по 1976 гг.